# Kiplin Hall
Kiplin Hall est une maison historique de style jacobéen à Kiplin dans le Yorkshire du Nord, en Angleterre, et un bâtiment classé Grade I. Il n'est pas loin de la rivière Swale dans la vallée de Mowbray .

## Histoire
Comme pour de nombreux grands domaines, l'histoire de Kiplin est façonnée par les conflits religieux du XVIe siècle autour de la Réforme. Le domaine est à l'origine une exploitation monastique, propriété de l'abbaye d'Easby. À la suite de la dissolution des monastères, la terre de Kiplin passe à John Scrope, 8e baron Scrope de Bolton, puis à Thomas Wharton (2e baron Wharton) . Wharton, en tant que fidèle serviteur de la catholique Marie Ire, tombe en disgrâce après sa mort et vend le domaine à la famille Calvert en 1559.

## Fondation auXVIIesiècle
La maison est construite entre 1622 et 1625 pour George Calvert Secrétaire d'État de Jacques Ier, qui devient plus tard le premier Lord Baltimore et fondateur du Maryland dans ce qui fait maintenant partie des États-Unis.
Initialement construit comme pavillon de chasse, il s'agit d'un bâtiment légèrement rectangulaire en brique rouge avec un motif en losange connu sous le nom de couche formée à partir d'en-têtes bleu-noir incorporés dans le lien de brique. Kiplin a quatre tours, qui, exceptionnellement, ne sont pas placées aux coins de la structure mais au centre de chacun des quatre murs, les tours nord et sud contenant des escaliers tandis que l'est et l'ouest comprenaient une partie des pièces dans lesquelles ils sont contenus. Au sommet de chaque tour se trouve un dôme en ogive ,,,.

## XVIIIe siècle

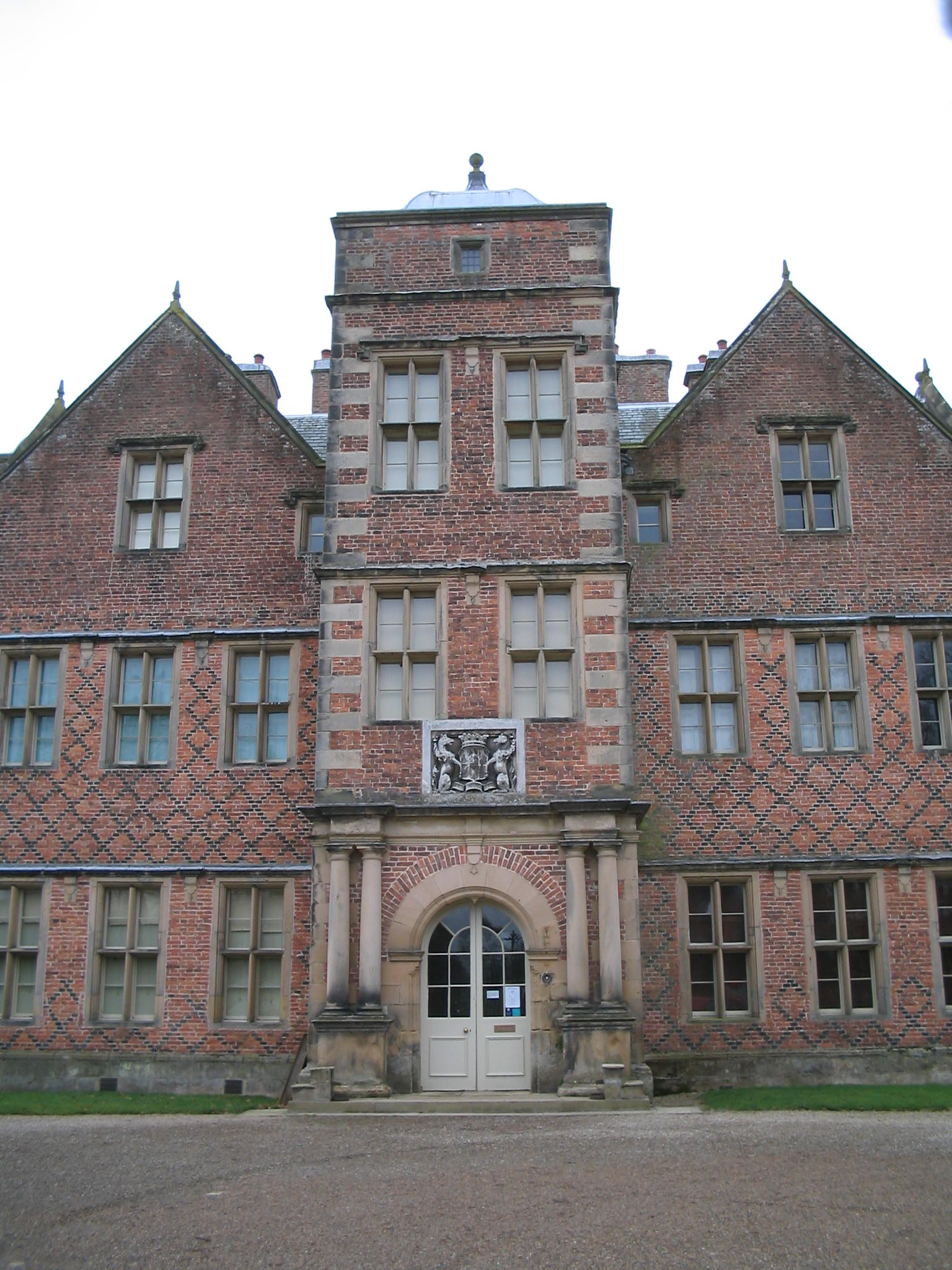
Façade du manoir et entrée principale

En 1722, Charles Calvert, se trouve en difficulté financière et vend le domaine Kiplin au deuxième mari de sa mère (son beau-père), Christopher Crowe, pour 7 000 £  . Crowe a été consul britannique à Livourne, en Italie, et jouit du contrat lucratif pour l'approvisionnement de la flotte navale britannique en vin et en huile d'olive. Combiné avec ses activités de collection d'antiquités pour l'aristocratie britannique, sa richesse et son pouvoir sont importants. Il trouve la maison centenaire peu confortable - les Calvert n'y ont jamais habité - et entreprend un programme de rénovation comprenant l'ajout d'un grand escalier, de cheminées et de rampes à dado ainsi qu'une aile des domestiques au nord (une grande partie de celle-ci est démolie dans les années 1970). Crowe agrandit le domaine de Kiplin à quelque 4 000 acres .

## XIXesiècle
En 1817, l'arrière-petite-fille de Christopher Crowe, Sarah Crowe, épouse John Delaval Carpenter, quatrième (et dernier) comte de Tyrconnell de la quatrième création. La fille du premier comte a été la maîtresse d'un prince  et le portrait d'Almeria Carpenter par Angelica Kauffmann est exposé dans la salle à manger.
Lady Tyrconnell hérite de Kiplin l'année suivante et en 1819 charge l'architecte PF Robinson de construire une aile au sud. Construite dans le style gothique de Wyatville, cette pièce est initialement un salon de style gothique. Après 30 ans de mariage, le couple a une fille, Elizabeth, décédée le jour de sa naissance. Ils sont maintenant confrontés au problème de savoir à qui ils pourraient transmettre la maison et le domaine à leur propre mort. Sarah meurt en 1868, laissant le domaine au cousin germain de John Carpenter, le capitaine Walter Cecil Talbot .

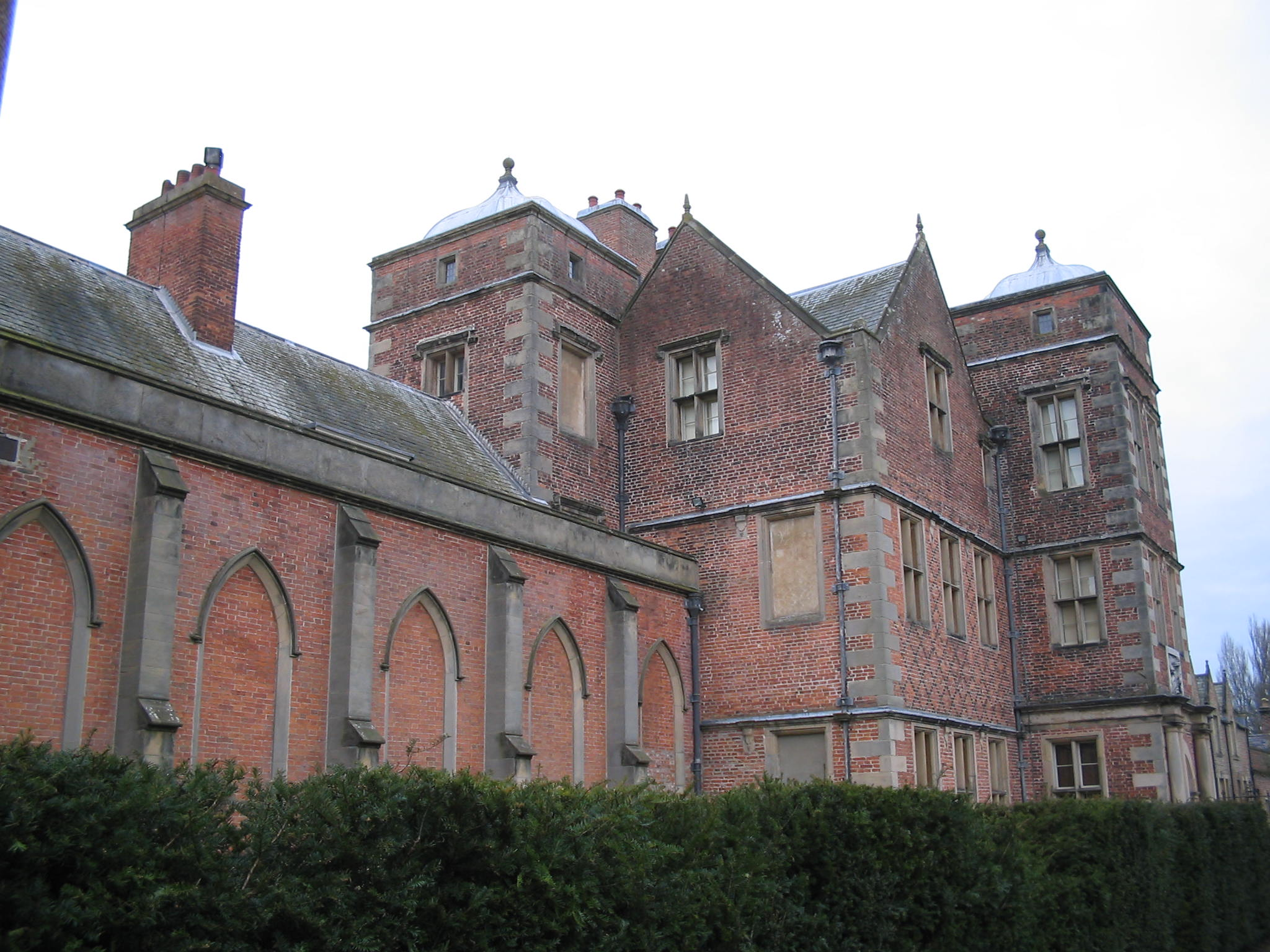
Façade du manoir montrant l'extension ultérieure de la bibliothèque

Talbot est le deuxième fils d'Henry John Chetwynd-Talbot, 18e comte de Shrewsbury et hérite de Kiplin Hall à condition qu'il change légalement son nom de famille en Carpenter, épouse une protestante et se soumette à un examen septennal de sa foi par le clergé anglican. Il accepte ces conditions et hérite du domaine en 1868, pour finalement s'y établir en 1887. Il charge l'architecte William Eden Nesfield d'ajouter un étage supplémentaire au salon de style gothique et l'espace est converti en une bibliothèque de style jacobéen. Sa deuxième épouse, Beatrice de Grey, est importante dans le mouvement Arts and Crafts et la maison contient de belles œuvres d'artisans locaux dans ce style. Finalement, il est promu amiral mais meurt lors d'un voyage à Londres en 1904 et sa fille unique, Sarah Marie Talbot Carpenter, en hérite .

## XXesiècle
Sarah Talbot Carpenter épouse Christopher Hatton Turnor de Stoke Rochford dans le Lincolnshire en 1907, mais ils n'ont pas d'enfants. Le couple n'a jamais résidé à Kiplin et la maison est louée. Cinq ventes de terres réduisent le domaine à 120 acres et éliminent bon nombre des métairies, des terres et des chalets qui ont contribué à son exploitation. Le domaine entre pratiquement dans un siècle de déclin. Une grande partie du paysage local à proximité a depuis été largement exploitée pour l'extraction de sable et de gravier .
En 1937, Sarah Turnor partage la propriété de la maison avec sa cousine germaine, Bridget Elizabeth Talbot, fille du plus jeune frère de l'amiral, Alfred. Mlle Talbot a de bons souvenirs de la visite du domaine dans son enfance et a déjà fait campagne pour sauver le domaine d'Ashridge près de chez elle à Little Gaddesden (près de Berkhamsted) . Dans une tentative de capitaliser sur la connexion avec le Maryland, elle en fait une maison d'hôtes pour visiteurs américains et comme un centre de conférence. De 1937 à 1958, elle tente d'intéresser le National Trust à reprendre Kiplin mais celui-ci reste largement indifférent, considérant la maison de peu d'importance historique et insistant sur le fait que les ailes nord et sud, qui sont des ajouts ultérieurs, devraient être démolies ,.
Pendant la Seconde Guerre mondiale, le manoir est réquisitionné par la Royal Air Force et utilisé comme unité de maintenance, stockant et fournissant des armements pour les aérodromes locaux de RAF Catterick, RAF Croft et RAF Middleton St George . De plus, certaines des pièces sont converties en appartements à l'usage des officiers et elles sont utilisées par les hommes du 1er bataillon du régiment de l'East Lancashire comme lieu de récupération après avoir été secourus à Dunkerque .
En février 1968, Mlle Talbot créé le Kiplin Hall Trust, son objectif étant de détenir en permanence le Kiplin Hall et ses dépendances afin de les préserver au profit de la nation en tant que lieu de beauté et d'intérêt historique et architectural. Bridget Talbot est décédée en novembre 1971, laissant le contenu de la maison au Trust, qui s'occupe toujours de la maison et du domaine aujourd'hui ,.
Bridget Talbot reçoit la Médaille italienne de la vaillance pour son travail avec la Croix-Rouge sur le front italo-autrichien pendant la Première Guerre mondiale et invente une torche étanche pour les bouées de sauvetage qui sauve la vie de nombreux marins pendant la Seconde Guerre mondiale. Elle se présente comme candidate du Parti libéral pour Bermondsey en 1950 et en 1968 créé le Kiplin Charitable Trust pour préserver la maison .

## XXIesiècle

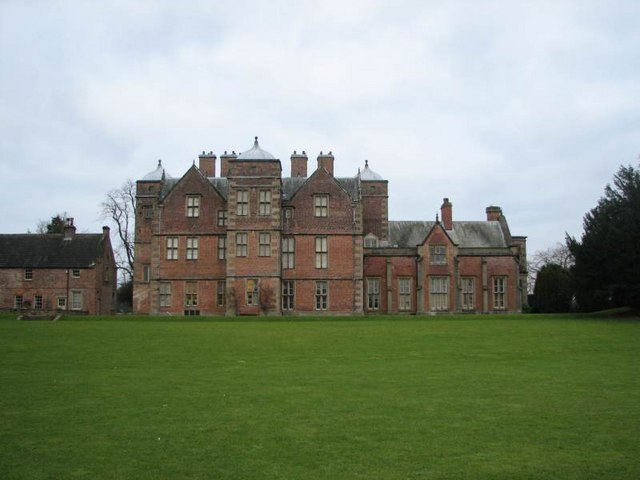
arrière du manoir du bord du lac

Après d'importantes rénovations et rénovations, la propriété est maintenant ouverte au public et représente un aperçu de près de quatre siècles de vie dans le North Yorkshire ,.
Une exposition permanente retrace la fondation du Maryland par George Calvert et la vie des familles qui ont vécu à Kiplin Hall à travers les siècles ,.
Les archives historiques de Kiplin Hall et de ses familles du début du XVIIIe au XXIe siècle sont conservées au North Yorkshire County Record Office à Northallerton et à Kiplin Hall .

## Collaboration
En 1986, l'Université du Maryland, avec un financement de l'État du Maryland, ouvre le centre d'études de l'Université du Maryland à Kiplin Hall. Il est ouvert aux étudiants de l'École d'architecture, d'aménagement et de conservation.
Washington College dans le Maryland propose un cours d'été de trois semaines en littérature anglaise. Des conférences sont présentées chaque matin et les étudiants participent à des excursions sur le terrain l'après-midi qui comprennent des sites historiques, littéraires, paysagers et architecturaux d'intérêt. Des personnalités littéraires influentes telles que Wordsworth, Coleridge et Shelley ont trouvé la zone autour de Kiplin Hall inspirante pour leurs œuvres .
L'Université de Caroline du Sud propose un cours d'été (Hist 786) en Angleterre pour "fournir des comparaisons avec la théorie et la pratique américaines dans l'administration des archives, la gestion des musées et la préservation historique. Il propose des visites des coulisses de musées et de sites historiques, ainsi que des rencontres avec des conservateurs, des archivistes, des administrateurs et des représentants du gouvernement pour discuter de la pratique de l'histoire publique au Royaume-Uni. Cela inclut Kiplin Hall .
Kiplin Hall a reçu deux Hudson's Heritage Awards dans deux catégories à Londres le 3 décembre 2012. L'un est le prix "Hidden Gem" de l'Angleterre et l'autre est pour la "Meilleure nouvelle découverte",.